# 2007-es szerbiai parlamenti választások
Szerbiában 2007. január 21-én parlamenti választásokat tartottak.  Koszovó jövőbeli helyzetéről a választások eredményének megismerése előtt nem hoznak döntést, így csökkentve annak az esélyét, hogy a Szerb Radikális Párt abszolút többséget szerez. 
A választásokon 20 választási lehetőség állt a szavazók előtt. A nemzeti kisebbségek által indított pártoknak (az SVM-nek és az SVA-nak) nem kellett elérnie az ötszázalékos támogatottsági küszöböt ahhoz, hogy képviselői helyhez jussanak, de a koszovói albán pártok továbbra is bojkottálják a szerb parlament munkáját. Egy évszázada első alkalommal ekkor indíthattak az albánok nemzeti alapon szerveződő politikai pártot. A pártoknak január 5-ig volt lehetőségük jelöltet és listát állítani.
A választásokon 6 652 105 választásra jogosult szavazót vettek fel a névjegyzékbe. Ez 14 000-rel több, mint a pár hónappal ezt megelőző népszavazáson választási joggal rendelkezők száma. 61 670 polgár külföldön kívánta leadni a szavazatát; ezt az 59 más országban elhelyezett szavazóhelyeken tehette meg. Országszerte 8441 helyen várták a szavazni vágyókat.
A választás eredményének meghatározására a d'Hondt rendszert használták. A pártoknak 10 napjuk volt a végeredmény bejelentését követően követően megnevezni azokat az embereket, akik őket a parlamentben képviselik. Ezt követően három hónap alatt kell kormányt alakítani.

## Listák
- 1. Demokrata Párt – Boris Tadić
- 2. G17 Plusz – Mlađan Dinkić
- 3. Liberális Demokrata Párt – Szerbiai Polgári Szövetség – Szociáldemokrata Unió – Vajdasági Szociáldemokrata Liga – Čedomir Jovanović
- 4. Szerb Radikális Párt – Dr. Vojislav Šešelj
- 5. Szerbiai Demokrata Párt – Új Szerbia – Dr. Vojislav Koštunica
- 6. Szerbia Ereje Mozgalom – Bogoljub Karić
- 7. Szerb Megújhodási Mozgalom – Vuk Drašković
- 8. Vajdasági Magyar Szövetség – Kasza József
- 9. Szerb Nyugdíjasok Egyesült Pártja – Szociáldemokrata Párt – Nebojša Čović
- 10. Sandžaki Koalíciós Lista – Sulejman Ugljanin
- 11. Szerbiai Szocialista Párt
- 12. Branko Pavlović – „Mert jobbnak kell lennie”
- 13. Vajdasági Pártok Koalíciója – Igor Kurjački
- 14. Szerbiai Roma Unió – Dr. Rajko Đurić
- 15: Reformista Párt – Aleksandar Aleksandar Višnjić
- 16: Szerbiai Demokraták Szövetsége – Obren Joksimović
- 17: Preševo-völgyi Albán Koalíció
- 18: Szociáldemokrácia – Nenad Vukasović
- 19: Magyar Összefogás Koalíció – Ágoston András
- 20: Roma Párt

## Eredmények
| Pártok | Szavazatok | %     | +/-    | Helyek | +/- |
| --- | ---------- | ----- | ------ | ------ | --- |
| Szerb Radikális Párt – Dr Vojislav Šešelj (Српска радикална странка – др Војислав Шешељ) | 1 152 854  | 28,32 | +1,09  | 81     | -1  |
| Demokrata Párt – Boris Tadić (Демократска странка – Борис Тадић) | 919 821    | 22,67 | +10,32 | 65     | +31 |
| Szerbiai Demokrata Párt – Új Szerbia – Dr Vojislav Koštunica (Демократска странка Србије – Нова Србија – др Војислав Коштуница) | 672 057    | 16,38 | -1,02  | 47     | -11 |
| G17 Plusz – Mlađan Dinkić (Г17 плус – Млађан Динкић) | 273 458    | 6,79  | -4,66  | 19     | -12 |
| Szerbiai Szocialista Párt (Социјалистичка партија Србије) | 235 913    | 5,64  | -1,71  | 16     | -6  |
| Liberális Demokrata Párt – Szerbiai Polgári Szövetség – Szociáldemokrata Unió – Vajdasági Szociáldemokrata Líga – Čedomir Jovanović (Либерално демократска партија – Грађански савез Србије – Социјалдемократска унија – Лига социјалдемократа Војводине – Чедомир Јовановић) | 211 145    | 5,33  | -      | 15     | -   |
| Vajdasági Magyar Szövetség – Kasza József (Савез војвођанских Мађара – Јожеф Каса) | 46 990     | 1,57  | -      | 3      | -   |
| Sandzsák Koalíciós Lista – Dr. Sulejman Ugljanin (Коалиција Листа за Санџак др Сулејман Угљанин) | 33 377     | 0,91  | -      | 2      | -   |
| Szerbiai Roma Unió – Dr Raјko Đurić (Унија Рома Србије – др Рајко Ђурић) | 14 214     | 0,42  | -      | 1      | -   |
| Roma Párt – Šajn Srđan (Ромска партија – Шајн Срђан) | 19 158     | 0,39  | -      | 1      | -   |
| Akik bejutottak a parlamentbe, vagyis átlépték az 5%-os, vagy a kisebbségeknél alkalmazott 0,4%-os határt |            |       |        |        |     |
| Szerb Megújhodási Mozgalom – Vuk Drašković (Српски покрет обнове – Вук Драшковић) | 125 893    | 3,38  | -      | 0      | -13 |
| Szerbiai Nyugdíjasok Egyesült Pártja – Dr Jovan Krkobabić és Szociáldemokrata Párt – Dr Nebojša Čović (ПУПС – Др Јован Кркобабић и СДП – Др Небојша Човић) | 128 352    | 3,08  | -      | 0      | -3  |
| Szerbia Ereje Mozgalom – Bogoljub Karić (Покрет снага Србије – Богољуб Карић) | 125 893    | 1,77  | -      | 0      | -   |
| Branko Pavlović – "Mert jobbnak kell lennie" (Бранко Павловић – "Зато што мора боље") | 15 768     | 0,38  | -      | 0      | -   |
| Preševo-Völgyi Albán Koalíció (Коалиција Албанаца Прешевске долине) | 12 837     | 0,41  | -      | 0      | -   |
| Magyar Összefogás Koalíció – Ágoston András – Dr. Páll Sándor (Коалиција Мађарска слога – Андраш Агоштон – др Пал Шандор) | 10 555     | 0,41  | -      | 0      | -   |
| Vajdasági Pártok Koalíciója – Igor Kurjački |            | 0,21  | -      | 0      | -   |
| Szerbiai Demokraták Szövetsége – Dr Obren Joksimović (Демократска заједница Србије – др Обрен Јоксимовић) | 5 828      | 0,13  | -      | 0      | -   |
| Szociáldemokrácia – Nenad Vukasović (Социјалдемократија – Ненад Вукасовић) | 4 453      | 0,12  | -      | 0      | -   |
| Reformpárt – Dr Aleksandar Višnjić (Реформистичка странка – др Александар Вишњић) | 1 538      | 0,04  | -      | 0      | -   |
| Érvénytelen | 71 900     | 1,8   |        |        |     |
| Összesen | 4 020 744  | 60,55 | +1,29  | 250    |     |

Egy 2006-os felmérés szerint a Szerb Radikális Párt támogatottsága visszaesett 28%-ra, míg Boris Tadić Demokrata Pártja csak pár ponttal lemaradva követi.

## Előzetes közvéleménykutatási eredmények
| Strateški Marketing              | 31,5% | 25%    | 19%   | 9%         | 4%         | 5%         | nincs adat | nincs adat | nincs adat | nincs adat | nincs adat | nincs adat |
| Az amerikai nagykövetség számára | 25%   | 23%    | 18%   | 11%        | 5%         | 3%         | 2%         | 1%         | 12%        |            |            |            |
| Gallup                           | 30,1% | 20,4%  | 21,3% | 8,9%       | 6,3%       | 5,3%       | 1,6%       | 3,1%       | 3,0%       |            |            |            |
| ismeretlen                       | 28%   | 26–27% | 18%   | nincs adat | nincs adat | nincs adat | nincs adat | nincs adat | nincs adat |            |            |            |

## Kampányszlogenek
A pártok a következő szlogeneket használták a 2007-es választásokat megelőző kampányukban:
|                                      | magyar szlogen                                         | Szerb nyelvű szlogen                                          | Szó szerinti fordítás       |
| Demokrata Párt                       | Mert az élet nem várhat                                | Zato što život ne može da čeka Зато што живот не може да чека | Mert az élet nem várhat     |
| G17 Plusz                            | Hozzáértés, nem politika                               | Stručnost ispred politike Стручност испред политике           | Hozzáértés a politika előtt |
| Liberális Demokrata Párt             | Rajtunk múlik                                          | Od nas zavisi Од нас зависи                                   | Rajtunk múlik               |
| Szerb Radikális Párt                 | A mostani helyzetből is még mindig minden jobbá tehető | Da već danas bude bolje Да већ данас буде боље                | Hogy még ma jobb legyen     |
| Szerbiai Demokrata Párt / Új Szerbia | Sokáig éljen Serbia                                    | Živela Srbija Живела Србија                                   | Éljen Szerbia               |
| Szerbia Ereje Mozgalom               | Szerbiának megvan az ereje                             | Srbija ima snage Србија има снаге                             | Szerbiának van ereje        |
| Szerb Megújhodási Mozgalom           | Megéri harcolni                                        | Vredi se boriti Вреди се борити                               | Megéri harcolni             |
| Szerbiai Szocialista Párt            | Ébredj, Szerbia                                        | Srbijo, glavu gore Србијо, главу горе                         | Szerbia, fel a fejjel       |
| Vajdasági Magyar Szövetség           | Új esély                                               | Nova šansa                                                    | Új esély                    |

## DS
A Demokrata Párt listája tartalmazza a Szandzsák Demokrata Pártot, a Vajdasági Horvátok Demokratikus Szövetségét és a Szandzsák Pártot.

## LDP-GSS-SDU-LVS
A Liberális Demokrata Párt, a Szerbiai Polgári Szövetség, a Szociáldemokrata Unió és a Vajdasági Szociáldemokrata Liga koalíciós listája magába foglalja a Szerb Kereszténydemokrata Pártot is.

## DSS-NS
A Szerbiáért Demokrata Párt és az Új Szerbia koalíciójához tartozik a Szerb Demokratikus Megújulási Mozgalom is.

## SPO
A Szerb Megújhodási Mozgalom 2006. december 4-én került fel a választási lista 7. helyére, miután leadta a 17 024 összegyűjtött támogató szelvényt.
2006. november 18-án a párt elnökhelyettese, Srećković azt nyilatkozta az újvidéki Dnevniknek, hogy az SZMM már a választási kampány résznél tart. Mi már egy hónappal ezelőtt, elsőként kezdtünk kampányolni, így előnyünk van a többi politikai párttal szemben. […] A mi stábunk fiatalabb és energikusabb. […] Minden városban, és minden lehetséges faluban elindultunk már, hogy támogatást szerezzünk. Az SZMM vezetőhelyettese azt állította, az övéké a legerősebb Európa melletti párt az országban. Állítása szerint az SZMM nem fog demagóg és bizonytalan, kétes ígéretekkel versenybe szállni, ehelyett inkább előre eltervezett, pontos témákkal állnak a választói elé, mert Szerbia állampolgárai már belefáradtak az ország ügyeibe, a politikai csalásokba, a vezetőkbe, akik nem az ország, hanem a saját személyes jólétüket tartják szem előtt. Szintén bejelentette, hogy az SZMM a demokratikus pártoknak egy megállapodását szorgalmazza, mely szerint minden párt a választás után Szerbia fejlődését szolgálja. Srećković nyilatkozata szerint vasárnap megtartják az Élő Európa rendezvényt, melynek keretében 30 földműves meglátogatja Szlovéniát, hogy tanuljanak az ottani mezőgazdasági tapasztalatokból, hogy a szerb falvakat is ilyen úton virágoztassák fel. Szlovénia gazdasági tekintetben messze Szerbia előtt jár. A következő lépésben a kragujevaci Zastava-gyár 30 munkása tesz gyárlátogatást a cseh Škodánál, hjogy tanuljanak a német Volkswagennel kialakított együttműködéséből. És végül a tíz legjobb tanulót az SPO kijuttatja Brüsszelbe.
A választási listán összesen 250 jelölt neve szerepel, és több kisebb párt jelöltjei is helyet kaptak rajta. Így például ilyen színekben indul a Gazdagság Visszatérése Szerb Lista, a Népi Paasztpárt (Marijan Rističević vezetésével), a Szerbiai Liberálisok Radivoje Lazarević és Žarko Jokanović vezetésével, valamint a „Szeretem Krajinát” Mozgalom is. A listavezető Vuk Drašković.